# Quarter Video Graphics Array

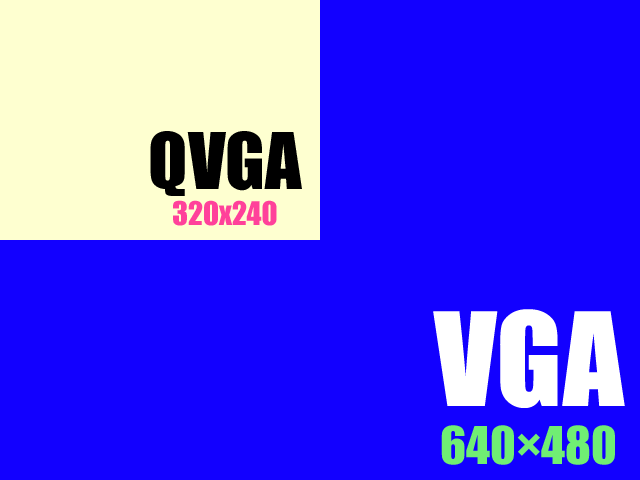
Comparación entre QVGA y VGA.

Quarter Video Graphics Array (también conocido como Quarter VGA o QVGA) es la resolución gráfica de 320x240 píxeles. Normalmente estas pantallas se disponen en vertical, por lo que se dice que su resolución es de 240x320, ya que son más altas que anchas.
Este término fue acuñado así debido a que las pantallas QVGA ofrecen una cuarta parte de la resolución máxima del sistema VGA de IBM, es decir la cuarta parte de 640x480 píxeles. El sistema VGA se convirtió en uno de los estándares de la industria informática a finales de los 80. Las diversas implementaciones del QVGA no son compatibles ni derivadas de interfaces o chipsets VGA estándar; el término solo hace referencia a la resolución.
También es frecuente encontrar el término QVGA en equipos de grabación de vídeo digital como un modo de grabación (de entre los demás que pueda ofrecer el aparato) que consume poco espacio de almacenamiento, debido a su baja resolución. Es común encontrarlo sobre todo en aparatos multifunción, como cámaras digitales, pantallas táctiles o teléfonos móviles. Cada fotograma de un vídeo QVGA es una imagen de 320x240 píxeles, y suele reproducirse a 15 o 30 fotogramas por segundo. De nuevo, al usar la calificación 'QVGA', se hace referencia únicamente a la resolución; QVGA no es un formato de vídeo.
- Datos: Q1152893